# ジェリーの夢遊病
『ジェリーの夢遊病』（- むゆうびょう、Jerry, Jerry, Quite Contrary）は「トムとジェリー」の短編作品の一つ。1966年製作。制作はチャック・ジョーンズ。

## 作品内容
深夜2時。トムはリビングで安らかに寝入っている。一方、やはり巣穴のベッドで寝入っているはずのジェリーは、眠ったまま起き上がり、目をつぶったままで歩き出す。ジェリーは夢遊病にかかっていた。そしてトムに近寄り、トムの髭を引っ張ったり顔面を殴り倒す。寝込みを襲われたトムは、眠ったまま巣へ戻ろうとするジェリーの目を覚まさせた上でビリヤードの様に巣に放り込む。
その後も数十分ごとに、ジェリーは眠ったまま巣穴を這い出てはトムに攻撃を仕掛け、その度にトムはジェリーを巣へ送り返す。さすがにジェリーも自分が眠ればとんでもない行為に出ていることを悟り、眠気覚ましにコーヒーをがぶ飲みするがまるで効果が無い。そうしてまた眠りについたジェリーは巣穴の外をうろつきトムにレンガを投げつける。怒るトムはジェリーを穴に追い込むと、入り口を厳重に塞いだ。
3時40分、あれだけ厳重に戸締りされたはずの穴は苦も無くこじ開けられる。夢遊病のジェリーはトムの尻尾に毛糸を巻きつけ、家中各所に毛糸を伸ばし巡らせた挙句、毛糸の結びつけた金床を屋根から煙突へ落とした。金床の重みに吊られ毛糸が引っ張られトムは家中を引き摺り回された挙句に煙突からまっさかさま、金床で頭をしたたか打ち付けてしまう。
とうとう堪りかねて泣き出したトムは夢遊病ネズミから逃れようとあてもなく放浪を始める。その後を追うかのように、寝間着姿のジェリーも眠りながらついて行くのだった。

## 登場キャラクター
トム
寝ている隙にジェリーにいたずらされ、その都度ジェリーを追放して厳重に戸締りする。だが最後は戸締り網を破ったジェリーに自身の尻尾をひもで巻き付けられて酷い目に遭い、ついに家出してしまう。
ジェリー
夢遊病にかかり、眠ったままトムに様々ないたずらをする。トムへ無意識に危害を与えまいとコーヒーを大量に飲むなどして自ら夢遊病を防ごうとするが、最後は「トムの尻尾に紐を巻き付け金床で引っ張るいたずら」でとどめを刺してしまう。トムが家出すると自身も後を付いていく。

## 日本でのテレビ放映
1980年頃、日本テレビ系「木曜スペシャル・おかしなおかしな トムとジェリー 大行進」の枠内で放映され、その後も再放送された。DVDにも収録。